# Zahodno rimsko cesarstvo
Za Zahodno rimsko cesarstvo v histiografiji prištevamo zahodne province Rimskega cesarstva, ki so bile v katerem koli času vodene s strani posebnega samostojnega cesarskega dvora, ter enake ali vsaj nominalno podrejene vzhodnemu delu cesarstva. 

## Teodoška dinastija
Leta 395 je rimski cesar Teodozij razdelil Rimsko cesarstvo na Zahodno in Bizantinsko cesarstvo. Vzhodni del je dobil Teodozij II., zahodni del pa Honorij. Honorij je bil slab cesar in leta 410 so vojaki v Britaniji razglasili novega cesarja Konstantina III., Honorij pa ga je razglasil za sovladarja. Vizigot Alarik je dobil pravico, da se je naseli na Balkanu. Poskušal je napasti Rim, a ga je magister militum Flavij Stiliko porazil. Stilika so cesarski plačanci kmalu zatem ubili po Honorijevem naročilu. To je Alarik uporabil in napadel Rim. Cesar se je umaknil v Raveno.  